# Дунаевский, Олег Арсеньевич
Олег Арсеньевич Дунаевский (18 февраля 1928 ― 29 апреля 2007) ― советский учёный, инфекционист, доктор медицинских наук, профессор, ректор Калининского медицинского института (1974-1987), член-корреспондент РАМН (1994), заслуженный деятель науки Российской Федерации (1992), почётный гражданин города Тверь (1998).

## Биография
Олег Арсеньевич Дунаевский родился в 1928 году в городе Белый Тверской области.
После обучения в средней общеобразовательной школе успешно был зачислен в Ленинградский медицинский институт. Здесь же окончил ординатуру, трудился врачом-инфекционистом, защитил диссертацию на соискание степени кандидата медицинских наук.
В 1968 году Дунаевский переезжает в город Калинин. Был назначен заведующим кафедрой инфекционных болезней и эпидемиологии Калининского государственного медицинского института. В 1969 году успешно защищает диссертацию на соискание степени доктора медицинских наук. Он увлеченно занимался проблемами вирусных гепатитов и использование математики и вычислительных машин в медицине. Являлется автором около 120 работ и 2 монографий. Его труд «Дифференциальная диагностика заболеваний печени» четырежды переиздавалась. На базе кафедры несколько лет работал областной анонимно-консультативный кабинет по заболеванию СПИДом. Сотни пациентов прошли обследоание. Огромное количество врачей-специалистов из Тверской области и соседних регионов были подготовлены на этой кафедре. 
Дунаевский одним из первых в СССР стал внедрять в клиническую практику и научные исследования математические методы и ЭВМ. Созданные им программы демонстрировались на съездах, конференциях и выставках. В 1988 году на базе кафедры было организовано совещание по использованию и внедрению компьютеров в инфекционной патологии. 
С 1974 по 1987 годы Олег Дунаевский работал в должности ректора Калининского медицинского института. В 1992 году удостоен звания «Заслуженный деятель науки Российской Федерации». Являлся действительным членом Международной академии информатизации, был членом-корреспондентом Российской академии медицинских наук. В 1998 году решением Тверской городской Думы был удостоен звания "Почётный гражданин города". 
Принимал участие в редакционных советах журналов «Советская медицина», «Эпидемиология и инфекционные болезни», «Верхневолжский медицинский журнал». 
Воспитал двух дочерей, которые также посвятили себя медицине и стали кандидатами медицинских наук.
Умер в Твери в 2007 году.